# 1864 en sport
Cet article présente les faits marquants de l'année 1864 en sport.

## Athlétisme
- 5 mars : première rencontre d'athlétisme Oxford-Cambridge[1].
- 23 avril : le Britannique Edward Mills court le mile en 4 min 20 s 1/2.

## Aviron
- 19 mars : The Boat Race entre les équipes universitaires d'Oxford et de Cambridge. Oxford s'impose[2].
- 29 juillet : régate universitaire entre Harvard et Yale. Yale s'impose pour la première fois à l'occasion de la cinquième édition de cette course[3].

## Baseball
- Premier cas connu de professionnalisme en baseball aux États-Unis. Al J. Reach perçoit en effet un salaire quand il quitte les Philadelphia Athletics pour rejoindre Brooklyn[4].
- 11 août : les Atlantics de Brooklyn remportent le 8e championnat de baseball de la NABBP avec 20 victoires et 1 défaite[5].

## Cricket
- 1er janvier : premier jour de compétition pour la 2e tournée australienne de l’équipe d'Angleterre de cricket[6]. La tournée de cette formation menée par George Parr passe également par la Nouvelle-Zélande[7].
- Le Surrey County Cricket Club est sacré champion de cricket en Angleterre[8]. Multiplication des compétitions mineures.
- Publication en Angleterre du premier Wisden’s Almanach[9].

## Curling
- Décembre : l’hôtel suisse Engadiner Kulm de Saint-Moritz tenu par Johanes Badrutt reste désormais ouvert en hiver. Sa clientèle, britannique tout particulièrement, s’y adonne notamment au curling.

## Football
- 9 janvier : à Londres, le premier match de football officiel a lieu selon les règles de la The FA.

## Golf
- 16 septembre : Tom Morris, Sr. remporte l'Open britannique à Prestwick[10].

## Joutes nautiques
- 25 août : Martin, dit lou Gauche, remporte le Grand Prix de la Saint-Louis à Sète[11].

## Sport hippique
- Angleterre : Blair Athol gagne le Derby d'Epsom[12].
- Angleterre : Emblematic gagne le Grand National[13].
- France : Bois Roussel gagne le prix du Jockey Club[14].
- France : Fille de l'air gagne le prix de Diane[15].
- Australie : Lantern gagne la Melbourne Cup[16].

## Naissances
| - 5 janvier : Ban Johnson, journaliste sportif américain. Fondateur de la Ligue américaine en 1893. († 28 mars 1931). - 1er février : Thomas Jenkins-Price, joueur de rugby à XV gallois. († 6 août 1922). - 4 février : Willie Park, Jr., golfeur écossais. († 22 mai 1925). - 5 février : Albert Lemaître, pilote de courses et fabricant d'automobiles français. († 27 juillet 1912). - 9 mars : Charles-Henri Brasier, pilote de courses automobile et industriel français. († 8 novembre 1941). - 8 avril : Carlos Deltour, rameur et joueur de rugby à XV français. († 29 mai 1920). - 13 avril : Albert Aldridge, footballeur anglais. († 22 juin 1891). - 27 avril : Geoffrey Hall-Say, patineur artistique de figures spéciales britannique. († 21 janvier 1940). - 30 avril : - Georges Durand, homme d'affaires français. Créateur des 24 Heures du Mans. († 3 mai 1941). - Léonce Girardot, pilote de courses automobile français. († 8 septembre 1922). - 4 mai : Harry Bowen, joueur de rugby à XV gallois. († 17 août 1913). - 21 mai : Jean-Marie Corre, cycliste sur route et pilote de courses automobile français. († 18 septembre 1915). - 3 juillet : Lida Voorhees, joueuse de tennis américaine. († ? février 1934). - 10 juillet : Jimmy McAleer, joueur de baseball américain. († 29 avril 1931). - 14 juillet : Eduard Engelmann jr patineur artistique autrichien. († 31 octobre 1944). |  | - 12 août : Douglas Robinson, joueur de cricket franco-britannique. († 19 janvier 1937). - 27 août : Hermann Weingärtner, gymnaste allemand. († 22 décembre 1919). - 16 septembre : Dan Doyle, footballeur écossais. († 8 avril 1918). - 17 septembre : Andrew Hannah, footballeur écossais. († 17 juin 1940). - 9 octobre : Maud Watson, joueuse de tennis britannique. († 5 juin 1946). - 10 octobre : Arthur Gould, joueur de rugby à XV gallois. († 2 janvier 1919). - 16 octobre : Maurice Dezaux, athlète de demi-fond français. († 19 mars 1919). - 3 novembre : Karl Neukirch, gymnaste allemand. († 26 juin 1941). - 12 novembre : - Paddy Duffy, boxeur américain. († 19 septembre 1890). - Marcel Vacherot, joueur de tennis français. († 22 mars 1959). - 22 novembre : Godfrey Brinley, joueur de tennis américain. († 6 mai 1939). - 9 décembre : Willoughby Hamilton, joueur de tennis irlandais. († 27 septembre 1943). - ? : Jim Hannan, joueur de rugby à XV gallois. († 22 juin 1905). |

## Décès
- 26 juin : Tom Hyer, 45 ans, boxeur américain. (° 1er janvier 1819).